# Ератостен (кратер)
Ератостен е голям кратер разположен в западната част близката страна на Луната. Диаметърът на кратера е 59 км. Дълбочината му е 3.5 км.
Кратерът е наименован на великия древногърцки математик и географ Ератостен.